# Ladies love outlaws (nummer van Waylon Jennings)
Ladies love outlaws is een lied  van Waylon Jennings dat werd geschreven door Lee Clayton. Jennings bracht het in 1972 uit op het gelijknamige album.
Het album werd uiteindelijk de naamgever van de muziekstijl outlaw-country, die uiteindelijk pas met het uitkomen van Wanted! The outlaws (1976) een feit werd. Jennings bracht het nummer nog meer dan tien maal uit en daarnaast werd het door verschillende andere artiesten gecoverd, onder wie The Everly Brothers.

## Uitvoeringen en covers
Jennings bracht het lied op minstens negentien albums uit, zowel van hemzelf als op compilaties samen met verschillende artiesten.
Ook verschenen er een aantal covers op albums van andere artiesten. Voorbeelden zijn van The Everly Brothers (Pass the chicken & listen, 1972), Lee Clayton (Lee Clayton, 1973), Tom Rush (Ladies love outlaws, 1974), Jimmy Rabbitt and Renegade (Jimmy Rabbitt and Renegade, 1976), Confederate Railroad (Maverick, 1994), Shady Creek Outlaws (Waylon grass - A bluegrass tribute to Waylon Jennings, 2005) en Ralph McTell (The journey recordings 1965-2006, 2006).